# Ignazio Mineo
Ignazio Mineo (Bagheria, 1º giugno 1924 – Bagheria, 18 settembre 1984) è stato un politico italiano.

## Biografia
Esponente del Partito Repubblicano Italiano. Viene eletto senatore nel 1979, rimanendo a Palazzo Madama per una legislatura, fino al 1983. È anche consigliere comunale a Bagheria e capogruppo del PRI. 
Muore all'età di 60 anni nel settembre 1984, assassinato da tre colpi sparati con un revolver automatico 7,65, successivamente emergerà la natura mafiosa del delitto.